# 阿米塔·库特纳
阿米塔·库特纳（英語：Amita Kuttner，1990年12月4日—）是一位於2021年-2022年担任加拿大绿党临时党魁的天体物理学家和政治家。库特纳曾于2019年加拿大联邦大选中作为绿党候选人参选，并于其后的2020年加拿大绿党党魁选举中参选。库特纳是加拿大历史上第一位领导联邦政党的跨性别东亚裔人士。

## 个人经历
库特纳自认为一名非二元性别人士、跨性别人士和泛性恋，并在英语中使用“they/them”和“he/him”人称。
库特纳出生于北温哥华，母亲伊莉莎·库特纳（婚前姓赵）移民自英屬香港，曾在卡普兰诺学院教授计算机科学，库特纳的父亲则移民自英国。库特纳的母亲2005年因一场西摩尔山滑坡灾害遇难，父亲迈克尔·库特纳虽生还但也身受重伤，并在之后向北温哥华区政府提起对滑坡预防项目存在疏失的诉讼。该事故发生时，库特纳在美国加州的寄宿学校读书。
库特纳也曾参加沉浸式法语课程。

## 教育经历和学术生涯
库特纳毕业于圣克鲁兹加利福尼亚大学并获得天文学及天体物理学博士学位，师从安通尼·阿圭尔，研究方向主要为早期宇宙的黑洞。库特纳也曾参与该大学的女性物理学和天文学小组，并共同创办了该大学的314行动小组，以期在美国选举更多科学界人士进入政界。
库特纳曾与20名科学家一同签署并在《科学》期刊上发表支持青少年气候变化抗议者的公开信。信中表示“我们同意和支持他们对快速且有力的行动的要求”。
库特纳亦共同创建了致力探索解决气候变化危机的非营利组织“月光协会”。2021年4月懷雅遜大學举办的“在2030年之前解决气候问题”研讨会上，库特纳作为与会者发言。

## 政治生涯
2019年加拿大联邦大选中，库特纳以绿党候选人的身份竞选本那比北-西摩尔选区国会议员，获得9.59%选票，票数位列第四，得票率接近2015年加拿大联邦大选同选区绿党候选人的两倍。自2018年9月至2020年2月，库特纳担任绿党的科技及创新部影子内阁阁员。
库特纳亦于2020年加拿大绿党党魁选举参选。在竞选过程中，库特纳拒绝与绿党前党魁伊麗莎白·梅伊共同举办筹款活动，并表示对其筹款活动的帮助并不能解决这次选举中系统性的不公平问题。最终结果中库特纳排名第六，于第四轮以7.32%得票率被淘汰。库特纳于2021年向多伦多星报表示，已针对在竞选时所遭受的恐跨和种族主义问题，包括在线上活动时所遭受到的语言攻击，向党联邦理事会递交投诉。
在前任党魁安娜米·保罗辞职之后，加拿大绿党联邦理事会于2021年11月24日提名库特纳作为临时党魁。库特纳是加拿大史上第一个领导联邦政党的跨性别者和东亚裔人士，亦以30岁的年龄成为加拿大历史上最年轻的联邦政党党魁。
获选党魁约一周后的记者会上，库特纳说希望能开始重新发展并恢复绿党的活力。绿党发布的报告表示它面临破产的威胁，并考虑关闭在渥太华的办公室。自2021年7月以来，绿党失去了499个按月捐款的长期捐款者和6259名党员。库特纳同意关于安娜米·保罗是否应留任党魁的内部冲突影响了捐款。该报告也说明，安娜米·保罗离任党魁的流程造成了高昂的法律费用。2021年12月的一个采访中，库特纳以大约一周前线上党大会的筹款结果表示，绿党的财政状况“有所好转”并逐渐“恢复正常”。
绿党党章要求绿党需在提名临时党魁的6个月内开始永久党魁的选举，并在2年内结束该选举。库特纳表示不希望参选永久党魁。2021年12月，库特纳表示希望等待“很长一段时间再开始永久党魁的选举，并进行一个短的竞选流程。”